# سجاد رضایی
سجاد رضایی (زادهٔ ۲۱ اردیبهشت ۱۳۷۵ – درگذشتهٔ ۲۵ آبان ۱۳۹۸) یکی از کشته‌شدگان اعتراضات آبان ۱۳۹۸ ایران بود.

## زندگی
سجاد رضایی در ۲۱ اردیبهشت ۱۳۷۵ متولد شد. او تک فرزند و ورزشکار بود و دیپلم مکانیک داشت. یک ماه بود که سربازی را تمام کرده بود و به کار در یک فروشگاه لوازم یدکی خودرو مشغول بود و در ملارد زندگی می‌کرد.

## کشته‌شدن
سجاد رضایی، عصرِ ۲۵ آبان ۱۳۹۸، دومین روز از اعتراضات مردمی به افزایش قیمت بنزین، برای رفتن به منزل از محل کار خود خارج شد. پس از آن به جمعیت مردمِ معترض در سرآسیاب ملارد پیوست و در همین هنگام از پشت به سینه‌اش شلیک شد.
پیکر سجاد رضایی در ۳۰ آبان ۱۳۹۸ به شهرستان محلات و از آن‌جا برای خاکسپاری به روستای شهر میزان خمین منتقل شد. پیکر او صبح جمعه ۱ آذر ۱۳۹۸ به خاک سپرده شد.

## حواشی
- خانوادهٔ سجاد رضایی از شنبه ۲۵ آبان، از او بی‌خبر بودند. پس از پنج روز، نیروهای امنیتی با خانوادهٔ «سجاد رضایی» تماس می‌گیرند و به آن‌ها خبر می‌دهند که پسرشان کشته شده‌است.[۱۰]
- ساعت پنج صبح پنج‌شنبه ۳۰ آبان ۱۳۹۸، پیکر سجاد رضایی را در مقابل غسال‌خانهٔ محلات رها کرده بودند.[۱۰]
- مأموران امنیتی برای خاک‌سپاری سجاد رضایی شرط گذاشتند که نباید خبررسانی شود و مراسم هم باید خانوادگی برگزار شود.[۱۳] آن‌ها به خانوادهٔ رضایی اعلام کردند که «حق ندارید بگویید سجاد تیرخورده، باید بگویید او در اغتشاشات با قمه کشته شده یا تصادف کرده‌است»[۱۷]
- مراسم چهلمین روز درگذشت سجاد رضایی، ۵ دی ۱۳۹۸ در کنار آرامگاه وی برگزار شد.[۱۹][۲۰][۲۱]
- ۵ دی ۱۳۹۸، در ملارد نیز مراسم یادبود سجاد رضایی برگزار شد.[۲۲]
- عباس رضایی، پدر سجاد رضایی با وجود گذشت یک سال از جان‌باختنِ فرزندش، کار و زندگی خود را در تهران رها کرده و هر روز در کنار آرامگاه وی، در روستای شهر میزان خمین حضور دارد و سوگواری می‌کند.[۱۷]
- به خانوادهٔ رضایی اعلام شده بود که پروندهٔ پسرشان به بنیاد شهید ارسال شده و او را شهید خوانده‌اند. پس از پیگیری خانواده، در بنیاد شهید به آن‌ها اعلام شد «که شما را مسخره کرده‌اند، شما را سرِکار گذاشته‌اند. پرونده‌های آبان به بنیاد شهید ارجاع داده نشده.» پس از آن گفتند «ما می‌دانیم قاتل فرزندتان چه کسی است اما دلمان نمی‌خواهد بگیم.»[۱۷]
- در آستانهٔ سالگرد آبان ۱۳۹۸ به خانوادهٔ‌رضایی اعلام شد که حق ندارند «در مورد سجاد و کلِ آبان» مطلبی در فضای مجازی منتشر کنند و با هیچ رسانه‌ای حق مصاحبه ندارد، در غیر اینصورت اجازه گرفتن مراسم سالگرد را نخواهند داشت.[۱۷]
- در آبان ۱۳۹۹ هنگامی که خانوادهٔ رضایی برای برگزاری مراسم به آرامستان مراجعه کردند، به بهانهٔ شیوع ویروس کرونا، با درِ بسته روبرو شدند. این در حالی است که آرامگاه سجاد رضایی در یک روستای دورافتاده واقع شده‌است. پدر سجاد از بالای در، وارد آرامستان می‌شود و در را می‌شکند تا خانواده بتوانند مراسم سالگرد فرزندشان را برگزار کنند.[۱۷]
- با گذشت یک سال از کشته‌شدن سجاد رضایی، خانوادهٔ او همچنان از سوی نهادهای امنیتی تهدید می‌شوند.[۲]
- ۲۵ خرداد ۱۴۰۰، شعله پاکروان از اقدام به خودکشیِ مادر سجاد رضایی خبر داد.[۲۳]